# أوركوت بيوكوكتن
أوركوت بايكوكتن مولود في 6 يناير 1975 هو مهندس برمجيات تركي طور خدمات التواصل الإجتماعي - أولها نيكسس وموقع أوركوت وهي من قدماء رؤساء المنتجات لدي
أصله من قونية، تركيا، حصل بيوكوكتن على بكالوريوس. دبلوم في هندسة الكمبيوتر وعلوم المعلومات من جامعة بلكنت في أنقرة. حصل كلا من ماجستير. ودكتوراه في علوم الكمبيوتر من جامعة ستانفورد. له أبحاث في جامعة ستانفورد تركز على البحث على شبكة الإنترنت وكفاءة المساعد الرقمي شخصي الاستخدام.
بعد انضمامه إلى جوجل، قال انه قرر استخدام 20% من الوقت لتطوير الشبكة الاجتماعية. وقال: «كان حلمي أن ربط جميع مستخدمي الإنترنت بحيث يمكن أن تتصل مع بعضها البعض، فإنه يمكن أن تحدث فرقا في حياة الناس.» مدير المنتج وماريسا ماير، فكر في تسمية الخدمة حسب صانعه. "Orkut.com" الذي ينتمي إلى أوركت بيكوكتن نفسه. جوجل لديها قناعة له خدمة الشبكات الاجتماعية وقد سماه أوركت.